# Cottles
Cottles var en civil parish från 1858 till 1885 då den blev en del av Atworth, i grevskapet Wiltshire, i England. Civil parish var belägen 6 km från Bradford-on-Avon och hade 13 invånare år 1881.